# Grażyna Barbara Szewczyk
Grażyna Barbara Szewczyk (* 7. prosinec 1945, Katovice) je polská vysokoškolská pedagožka, zaměřením skandinávistka a germanistka.

## Biografie
Jejím otcem byl polský překladatel a literát Wilhelm Szewczyk (1916–1991). Po studiu na střední škole studovala v letech 1963–1971 polskou a německou filologii na Jagellonské univerzitě v Krakově. V letech 1972–1974 studovala jako stipendistka ve Švédsku. Doktorát obhájila v roce 1976, o devět let později se již úspěšně habilitovala na Vratislavské univerzitě (dr hab.). V letech 1991–2000 již zastávala v Polsku různé úrovně tamější profesorské pozice.
Mezi oblasti jejího zájmu náleží literáti jako např. Valeski von Bethusy-Huc, Arnold Ulitz, Selma Lagerlöfová, či August Strindberg etc.

## Publikační činnost (výběr)
- Niepokorna hrabina: Literacka kariera Valeski von Bethusy-Huc (1999)